# Пітер Бот
Пітер Бот (нід. Pieter Both; 1568 — 6 березня 1615) —  перший нідерландський генерал-губернатор Голландської Ост-Індії.

## Біографія
Пітер Бот народився 1568 року в Амерсфорті. 21 грудня 1599 року він вирушив до Індії як адмірал з Паулюсом ван Керденом і чотирма кораблями. Флот складався з кораблів «Нідерланди», «Веренігде Ланден», «Нассау» і «Хоф ван Холланд». 26 квітня 1600 року голландський двір і «Нассау» відокремилися від решти флоту, який досяг Бантама 6 серпня. Там він познайомився зі Стівеном ван дер Хагеном і Джейкобом Віллекенсом. У 1601 році обидва повернулися з двома повністю завантаженими кораблями; Об'єднані землі та голландський двір під командуванням Паулюса ван Кердена почали свою зворотну подорож у листопаді 1600 року.
У 1609 році Голландська Ост-Індійська компанія заснувала «індійський уряд», що складається з генерал-губернатора і ради Індії, щоб краще організувати справи і припинити критику в зародку.
Відомо, що він служив адміралом в Брабантської компанії, а також був першим генерал-губернатором Голландської Ост-Індії.
Він обіймав цю посаду з 19 грудня 1610 року по 6 листопада 1614 року. Під час його перебування на посаді губернаторства були налагоджені торговельні відносини з Молуккськими островами, завойований острів Тідоре і відвойований у іспанців острів Тернате.
У 1614 році Бот залишив свій пост, передавши управління колонією Герарду Рейнсту, і з чотирма кораблями вирушив в Нідерланди. Два кораблі, в тому числі й той, на якому знаходився Бот, затонули в Індійському океані, поблизу берегів Маврикія.
На честь Пітера Бота названо гору на Маврикії.

## Дв.також
- Список губернаторів Нідерландської Ост-Індії